# 八仙山 (天津)
八仙山（北纬40°7'24" - 40°13'53"，东经117°32' - 117°34'）是位于中华人民共和国天津市蓟县境内，县城东北约30公里处的一片山地森林，目前是国家级自然保护区、科普教育基地和省级公园。
原名“八仙桌子”，相传八仙途经此地，被景色吸引而在该处的一块巨石处落脚休息，从而得名。

## 地理
八仙山位于燕山山脉西侧尾支，东临清东陵，西接黄崖关长城，南濒翠屏湖，北依雾灵山。这里是天津市境内海拔最高的地区，最高峰羊楼（聚仙峰）海拔1052米，900米以上的山峰一共19座。本地降水充沛，有丰富的季节性河流和瀑布。
自然保护区总面积53.6平方公里 ，其中森林覆盖率达95%以上 。八仙山的森林不是原始森林，但被认为是有原始森林特性的暖温带次生阔叶林区。
1984年12月，天津市政府批准建立建立"蓟县八仙桌子天然次生林生态自然保护区"。为县级自然保护区，面积416.1公顷。1995年11月，被国务院命名为天津八仙山国家级自然保护区。1997年对游客开放了神水峡、石洞沟、太平沟和八仙游览区接待游客。1999年11月22日，国家科协批准其为全国首批科普教育基地之一。

## 特色生物
- 动物：兰尾石龙子、王锦蛇、亚热带昆虫甲蝇。
- 植物：东陵八仙花、黄檗、黄连、盐胀木、栾树、吴茱萸、桫、猕猴桃、五味子、孩儿拳。
- 菌类：灵芝、黑木耳、松蘑。